# Daniel T. Barry
Daniel Thomas Barry (n. 30 de diciembre de 1953) es un ingeniero estadounidense, científico, y un astronauta jubilado de la NASA. Él era un contendiente en el reality show de la CBS Survivor: Panama-Exile Island. Él es la cabeza del cuerpo docente de la Universidad de la Singularidad , donde se desempeña como copresidente de la Facultad de Inteligencia Artificial y Robótica con la cátedra de la Facultad de Ciencias del Espacio y Ciencias Físicas. Es también cofundador de 9th Sense Robotics, una compañía de telepresencia robótica.
En la misión STS-96 que fue realizada en 1999, de la NASA, Daniel llevó consigo una copia del juego de StarCraft al espacio, y jugarlo desde la nave espacial, En 2017 el mismo dio una entrevista contando su experiencia y por que llevó una copia del juego consigo en la misión.